# Procerocymbium sibiricum
Procerocymbium sibiricum är en spindelart som beskrevs av Kirill Yeskov 1989. Procerocymbium sibiricum ingår i släktet Procerocymbium och familjen täckvävarspindlar. Inga underarter finns listade i Catalogue of Life.